# 王應奎 (天順進士)
王應奎（1428年—？），字文徵，浙江寧波府慈谿縣人，明朝政治人物。同進士出身。

## 生平
景泰七年（1456年）丙子科浙江鄉試第三十名。天順四年（1460年）庚辰科會試第一百名，殿試登進士第三甲第二十八名。

## 家族
曾祖王世達。祖父王思明，贈工部郎中。父王琴。